# Flodés
Flodés (en francès Floudès) és un municipi francès situat al departament de la Gironda i a la regió de la Nova Aquitània.

## Demografia
| 1962                                       | 1968 | 1975 | 1982 | 1990 | 1999 | 2007 |
| ------------------------------------------ | ---- | ---- | ---- | ---- | ---- | ---- |
| 126                                        | 128  | 124  | 87   | 85   | 116  | 114  |
| Des de 1962: població sense dobles comptes |      |      |      |      |      |      |

## Administració
| Període   | Identitat       | Partit |
| --------- | --------------- | ------ |
| 1947-1952 | David Fabre     |        |
| 1952-1970 | Joseph Labat    |        |
| 1970-2006 | Kléber Gorin    |        |
| 2008-     | Dominique Monic |        |